# Бершуети
Бершуети (груз. ბერშუეთი) — село в Грузии, на территории Горийского муниципалитета края (мхаре) Шида-Картли.

## География
Село находится в центральной части Грузии, на берегах реки Бершуети, на расстоянии приблизительно 15 километров (по прямой) к северо-востоку от города Гори, административного центра муниципалитета. Абсолютная высота — 852 метра над уровнем моря.

## Население
По результатам официальной переписи населения 2014 года в Бершуети проживало 837 человек (429 мужчин и 408 женщин). В национальной структуре населения грузины составляли 97,5 %, осетины — 1,1 %.
| Год  | Население, человек |
| ---- | ------------------ |
| 2002 | 1045               |
| 2014 | ↘ 837              |